# Вісенте Гомес
Вісенте Гомес Фернандес (ісп. Vicente Gómez Fernandez; нар. 9 вересня 1971, Сантурці, Іспанія) — іспанський футболіст та тренер, виступав на позиції захисника. Колишній головний тренер донецького «Олімпіка».

## Кар'єра гравця
Футбольну кар'єру розпочав 1989 року в команді рідного міста «Сантурці», за яку відіграв 4 сезони. У 1993 році завершив кар'єру гравця.

## Кар'єра тренера
По завершенні кар'єри футболіста розпочав тренерську діяльність. З 2000 року працював у Футбольній академії «Атлетік (Більбао)». У сезоні 2006/07 років допомагав тренувати першу команду «Атлетік (Більбао)». У 2012—2014 роках очолював «Атлетік Більбао Б». У лютому 2014 року разом з Раулем Ріанчо прийняв запрошення приєднатися до тренерського штабу київського «Динамо», де спочатку допомагав тренувати молодіжну команду, а в сезоні 2016/17 років — першу команду. Після переїзду з Києва до саудівського «Аль-Аглі» (Джидда) головного тренера Сергія Реброва обидва іспанці перебралися до Саудівської Аравії. 17 червня 2018 року приєднався до тренерського штабу Рауля Ріанчо у московському «Спартаку». Під час зимової перерви сезону 2018/19 років повернувся до київського «Динамо». 3 вересня 2019 року підписав 1-річний контракт з українським клубом «Олімпік» (Донецьк).